# Ján Hollý
Ján Hollý (contemporary orthography: Gán Hollí; 24 tháng 3 năm 1785, Bur-Szent-Miklos – 14 tháng 4 năm 1849, Jókő) là một linh mục, nhà thơ và dịch giả người Slovakia. Ông là nhà thơ Slovakia vĩ đại đầu tiên viết riêng bằng ngôn ngữ văn học Slovak mới được tiêu chuẩn hóa. Những người tiền nhiệm của ông hầu hết viết bằng các phiên bản khu vực khác nhau của tiếng Séc, tiếng Séc được Slovakia hóa hoặc tiếng Latinh. Holly dịch Virgil 's Aeneid và viết sử thi của mình thơ trong câu Alexandrine để chứng minh rằng ngôn ngữ Slovak thời gian gần đây được chuẩn hóa bởi Anton Bernolákcó khả năng thể hiện những hình thức thơ phức tạp.

## Cuộc đời
Ján Hollý học ở Skalica (Szakolca), Pressburg (Pozsony) và Trnava (Nagyszombat). Ông làm linh mục mục vụ tại Madunice (Madunicz) gần Piešťany (Pöstyén), nơi ông đã viết tất cả các tác phẩm lớn của mình khi ngồi bên dưới một cái cây lớn. Hollý là một thành viên tích cực của phong trào phục hưng dân tộc Slovakia. Ông đã sử dụng chủ đề về người cai trị vĩ đại của người Moravian Svätopluk để khuyến khích quốc gia, và được coi là cha đẻ của nền thơ ca Slovakia.

## Tác phẩm
- Svatopluk
- Cyrilo-Metodiáda
- Sláv